# هارفي سميث (مصمم ألعاب)
هارفي سميث (بالإنجليزية: Harvey Smith)‏ هو كاتب ومصمم ألعاب فيديو أمريكي يعمل في شركة أركين ستوديوز. سبق عمل في ميدواي للألعاب. عمل على لعبة ديسونرد التي فازت بعدة جوائز.

## الأعمال
- بلاك سايت: آريا 51
- ديسونرد